# Denticnemis
Denticnemis is een geslacht van libellen (Odonata) uit de familie van de Breedscheenjuffers (Platycnemididae).

## Soorten
Denticnemis omvat 1 soort:
- Denticnemis bicolor Bartenev, 1956